# Alleaume (Manche)
Pour les articles homonymes, voir Alleaume.
Alleaume est une ancienne commune française du  département de Manche, qui a été annexée en 1867 par la commune de Valognes. Aujourd'hui, Alleaume est un simple hameau de cette commune.

## Toponymie
L'antique nom Alauna a évolué phonétiquement en Alleaume, alors qu'ailleurs il a plutôt donné Allonnes, Allonne de manière régulière.

## Histoire
Alleaume ou Aleaume correspond à un noyau de population qui s'est installé, après les invasions barbares, à proximité de la cité gallo-romaine d'Alauna.
Sur le site du moulin d'Alleaume, il a été découvert une fosse dépotoir ou tessonnière (jatte, coupe polybolée, pichet/cruche, marmite à anses coudées, etc.) datée, par comparaison morphologiques, des XIIIe – XIVe siècles, laissant supposer une activité potière à proximité.

## Administration
| Période                                  | Période | Identité | Étiquette | Qualité |
| ---------------------------------------- | ------- | -------- | --------- | ------- |
|                                          |         |          |           |         |
| Les données manquantes sont à compléter. |         |          |           |         |

## Démographie
| 1793 | 1800 | 1806 | 1821 | 1831 | 1836 |
| ---- | ---- | ---- | ---- | ---- | ---- |
| 567  | 698  | 666  | 637  | 604  | 607  |

| 1841 | 1846 | 1851 | 1856 | 1861 | 1866 |
| ---- | ---- | ---- | ---- | ---- | ---- |
| 604  | 579  | 534  | 459  | 462  | 491  |

## Lieux et monuments
- Église Notre-Dame d'Alleaume, inscrite au titre des monuments historiques depuis le 18 mars 1993[4]. Dans le mur extérieur est insérée la pierre tombale armoriée de Pierre Le Roux († 1er mai 1739), écuyer, sieur de Giberpray[5].
- Ruines gallo-romaine d'Alauna, classées au titre des monuments historiques depuis 1862[6].
- Ferme-manoir du Taillis.
- Croix Bellissem, calvaire composé de deux croix juxtaposées, situé chemin de la Tassinerie.